# Pocillopora meandrina
Espèce
Statut CITES
Pocillopora meandrina est une espèce de coraux appartenant à la famille des Pocilloporidae.

## Description et caractéristiques

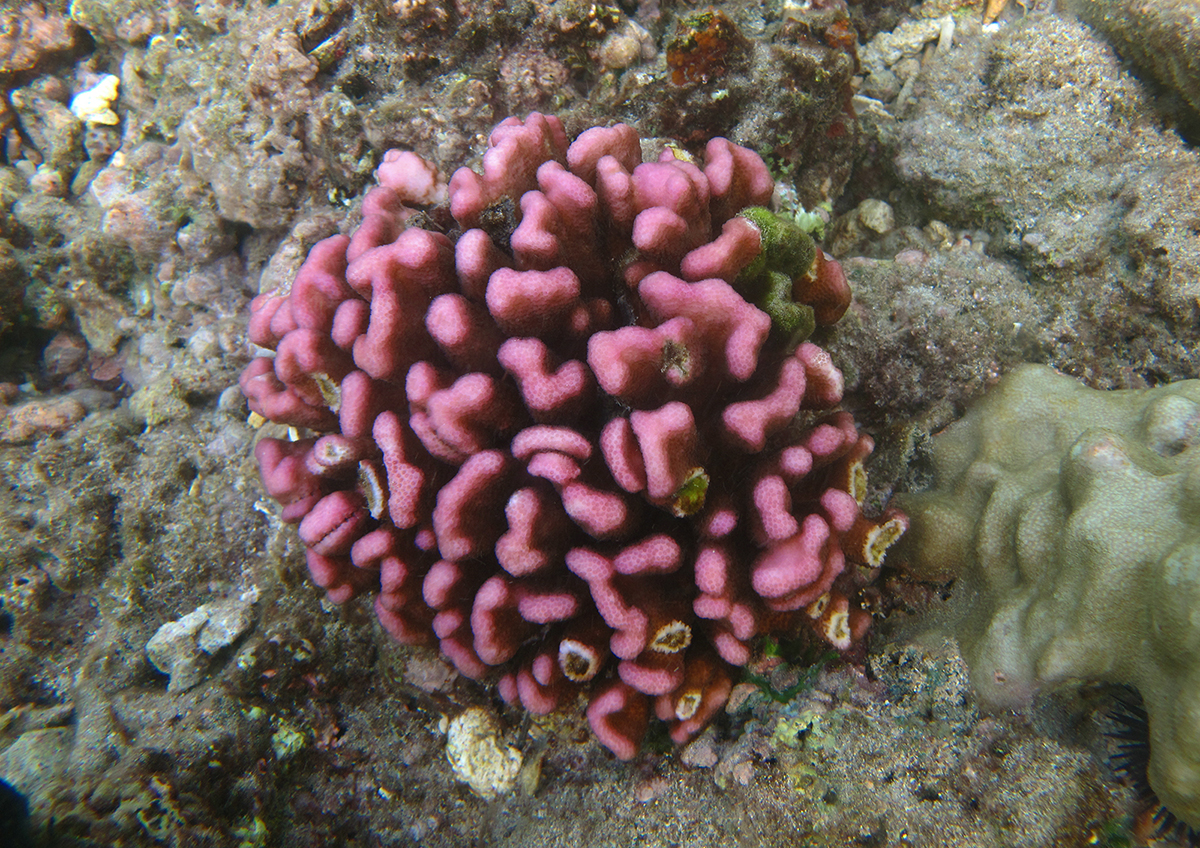
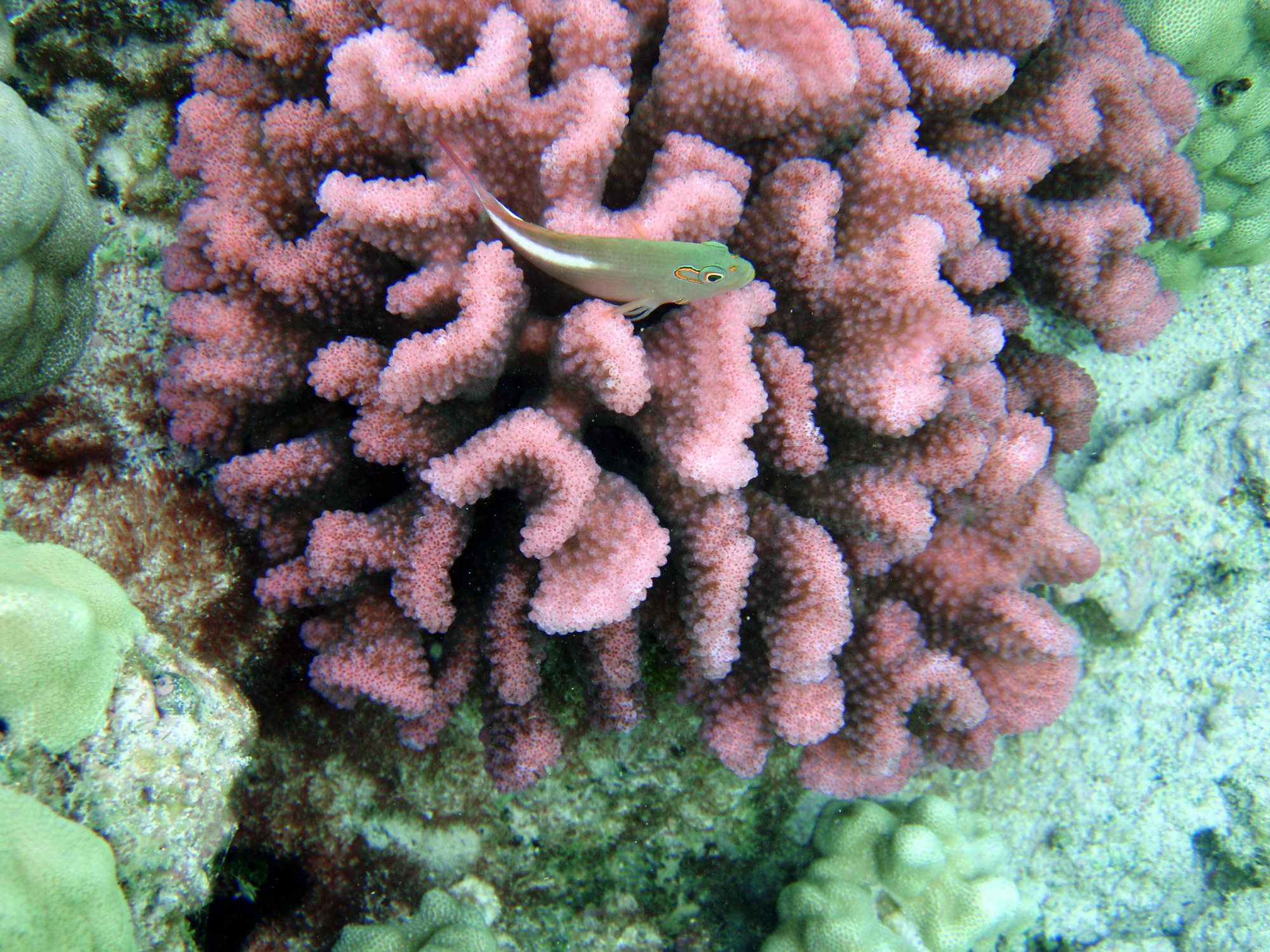
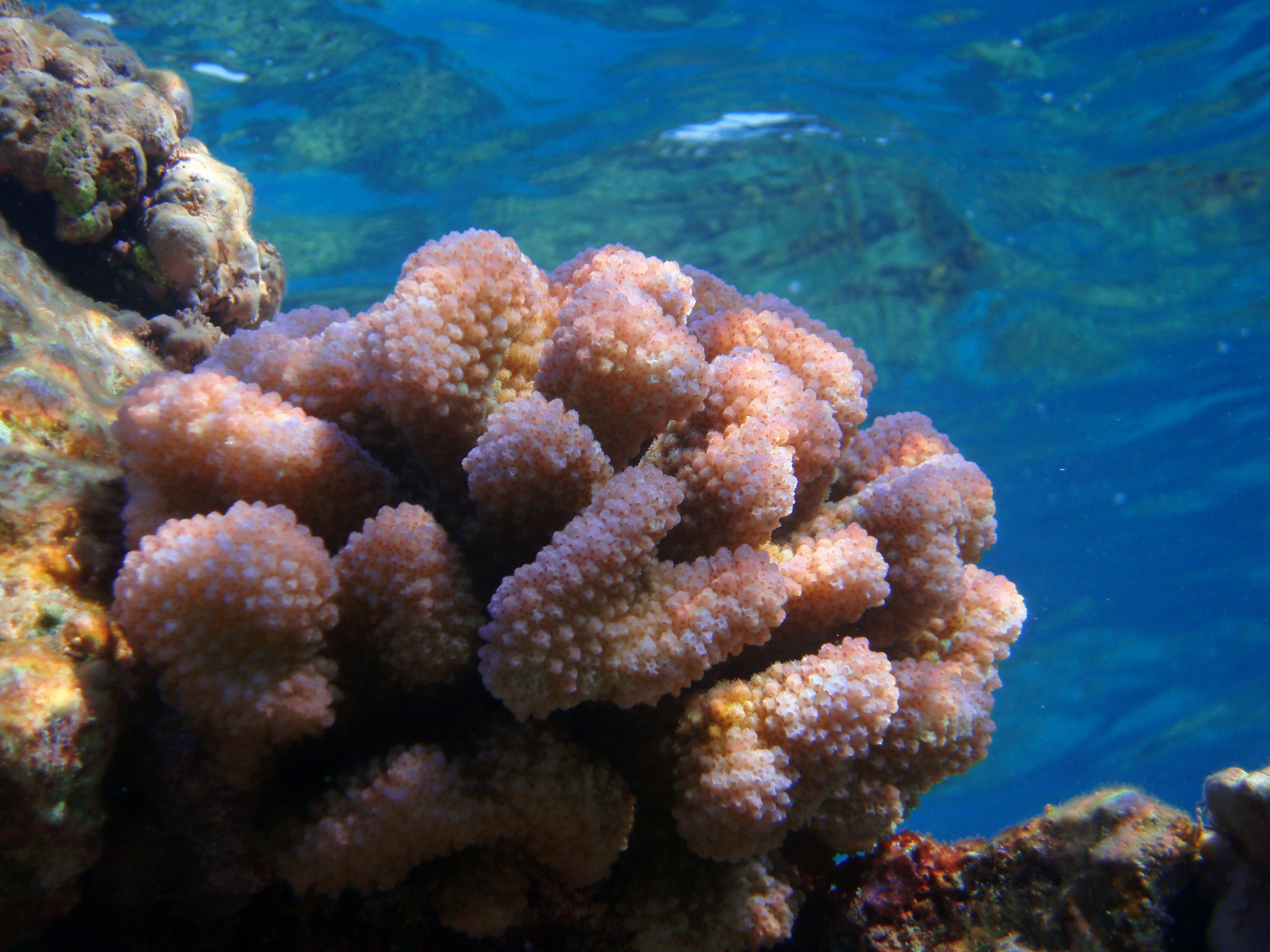